# Shape of Despair
Shape of Despair es una banda de funeral doom procedente de Helsinki, Finlandia, fundada en 1995 por Jarno Salomaa bajo el nombre de Raven, tres años más tarde cambian su nombre a Shape of Despair, y gracias a su álbum Shades of..., la banda firma contrato con Spinefarm Records. Hasta el momento la banda ha lanzado al mercado seis álbumes y un disco recopilatorio. Además, cuentan en su haber con la versión Aether en el disco tributo de los pioneros del Funeral Doom Skepticism, llamado Entering the Levitation y editado en 2007 por el sello polaco Foreshadow Music. Entre los meses de octubre y noviembre de 2010 sale un nuevo trabajo Written In My Scars, un EP compuesto por dos temas y editado por Solarfall Records (subsello de Aftermath Music). En el mes de junio de 2011 es editado un split compartido con la banda portuguesa Before the Rain por Avantgarde Music. Shape of Despair aportan la versión Estrella de la banda de darkwave Lycia. Once años tuvieron que pasar para que Shape of Despair volvieran a grabar un larga duración, Monotony Fields, que  salió al mercado el 15 de junio de 2015 a través de Season of Mist. Su último álbum, Return to the Void, fue publicado el 25 de febrero de 2022.

## Miembros
- Jarno Salomaa -  Guitarra líder  (1995-), teclados (1998-)
- Tomi Ullgrén - Bajo (1995-2002), Guitarra rítmica (1998-)
- Natalie Koskinen - Voz	(1998-)
- Sami Uusitalo - Bajo (2002-)
- Henri Koivula - Voz (2011-)
- Daniel Neagoe - Batería (2015-)

## Pasados
- Toni Mäensivu - Batería (1995-1999), Voz (1998-2001)
- Pasi Koskinen - Voz (2001-2010)
- Samu Ruotsalainen -  Batería (1999-2015)

## Discografía
- Alone in the Mist (Demo, 1998 - como Raven)
- Promo tape (Demo, 1998 - como Raven)
- Shades of... (CD, 2000)
- Angels of Distress (CD, 2001)
- Illusion's Play (CD, 2004)
- Shape of Despair (Recopilatorio, 2005)
- Aether (Canción incluida en el álbum tributo de Skepticism "Entering The Levitation")(2007)
- Written in My Scars (EP)(2011)
- Shape of Despair / Before the Rain (Split)(2011)
- Monotony Fields (CD, 2015)
- Alone in the Mist (CD, 2016, reedición de su demo debut)
- Return to the Void (CD, 2022).